# Colobogaster croesa
Colobogaster croesa es una especie de escarabajo del género Colobogaster, familia Buprestidae. Fue descrita científicamente por Obenberger en 1922.